# Michaliszki (gmina w województwie wileńskim)
Michaliszki (od 1927 Gierwiaty) – dawna gmina wiejska istniejąca przejściowo w 1927 roku na obszarze woj. wileńskiego (obecnie na Białorusi). Siedzibą władz gminy były Michaliszki.
Gmina Michaliszki powstała 1 kwietnia 1927 roku w powiecie wileńsko-trockim w woj. wileńskim, z części obszaru gminy Worniany.
Gmina o nazwie Michaliszki przestała funkcjonować już po ośmiu miesiącach, kiedy to 12 grudnia 1927 roku przemianowano ją na gminę Gierwiaty.